# Colonial Parkway
Colonial Parkway to droga widokowa w stanie Wirginia w Stanach Zjednoczonych. Ma długość 37 km i łączy ze sobą historyczne osady Jamestown, Williamsburg oraz Yorktown. Droga wchodzi w skład narodowego parku historycznego Colonial i znajduje się pod zarządem National Park Service. Colonial Parkway uzyskała status drogi typowo amerykańskiej 22 września 2005 roku.
Propozycja zbudowania drogi łączącej kolonijne osady Jamestown, Williamsburg oraz Yorktown padła w 1930 roku, wraz z propozycją utworzenia narodowego parku historycznego Colonial, została ukończona jednak dopiero w 1957 roku. Droga posiada trzy nieznakowane pasy; środkowy pas służy wyłącznie do wyprzedzania. Na całej jej długości obowiązuje ograniczenie prędkości do 45 mil na godzinę (72 km/h).